# 할미새사촌속
할미새사촌속(Pericrocotus)은 참새목 할미새사촌과에 속하는 조류 속이다. 약 15개의 종이 포함되어 있으며 보통 남아시아와 동아시아 지역의 숲에서 서식한다. 포함된 새들은 대부분 작고 날씬한 생김새를 하고 있으며 긴 꼬리를 가지고 있다. 대부분 종들은 밝은 빨간색 혹은 노란색 무늬가 있다. 주로 곤충을 먹으며, 무리를 지어 나무의 임관에서 먹이를 찾아 먹는다.

## 종 목록
할미새사촌속은 총 15가지의 종이 포함되어 있다.
- Pericrocotus roseus
- 갈색할미새사촌 (Pericrocotus cantonensis)
- 할미새사촌 (Pericrocotus divaricatus)
- 검은가슴할미새사촌 (Pericrocotus tegimae)
- Pericrocotus cinnamomeus
- Pericrocotus igneus
- Pericrocotus lansbergei
- 흰배할미새사촌 (Pericrocotus erythropygius)
- Pericrocotus albifrons
- Pericrocotus solaris
- 긴꼬리할미새사촌 (Pericrocotus ethologus)
- 짧은부리할미새사촌 (Pericrocotus brevirostris)
- Pericrocotus miniatus
- Pericrocotus speciosus
- 주황할미새사촌 (Pericrocotus flammeus)

## 참고 문헌
- Perrins, Christopher, ed. (2004) The New Encyclopedia of Birds, Oxford University Press, Oxford.